# Горошко Лев
Лев Горошко, біл. Леў Гарошка (26 лютого 1911, с. Тращичі, Новогрудський повіт — 8 серпня 1977, Париж), псевдоніми Анатолій Жменя, Прокоп Коваль та інші — білоруський релігійний діяч, педагог, культоролог, письменник і публіцист.

## Біографія
Закінчив Новогрудську білоруську гімназію (1931). Потім навчався у Львівській духовній академії (до 1936), Інсбруку, (Австрія). Посвячений у священики в 1937 у Львові. Служив у Пінській єпархії (1937—1939). В роки СВ-ІІ жив у Барановичах де працював у торговій та медичній школах (1934—1944).
У зв'язку зі створенням Білоруського екзархату призначений екзархом А. Неманцевичем членом Екзархальної ради (2.5.1942). Брав участь у 2-му Всебілоруському конгресі у Мінську (1944). З 1944 у еміграції. Займався організацією білоруського душпастирства в Німеччині. З осені 1945 у Римі. Рішенням Східної конгрегації у Ватикані від 16 жовтня 1946 призначений ректором Білоруської католицької місії у Франції. До 1958 жив у Парижі, редагував та видавав релігійно-громадський часопис «Божим шляхом» (1947—1957). У 1959 виїхав у Рим, де вступив до новіціяту отців-маріянів. У 1960 єпископом Ч. Сіповичем призначений ректором Білоруської католицької місії У Великій Британії. Брав участь у релігійному та культурному житті білорусів зарубіжжя. Дійсний член лондонського відділу білорусів Великої Британії. В 1970—1977 роках керував Білоруською секцією радіо Ватикану і виконував обов'язки ректора Білоруської католицької місії у Франції.
Помер у Парижі. Похований на кладовищі Св. Панкратія в Лондоні.